# Блеттери, Лоран
Лора́н Блеттери́ (фр. Laurent Blettery MEP, 3 марта 1825 года, Франция — 25 сентября 1898 года, Чунцин, Китай) — католический священник, апостольский викарий Восточного Сычуаня с 2 сентября 1890 года по 17 августа 1891 год, миссионер, член миссионерской организации «Парижское общество заграничных миссий».

## Биография
30 мая 1850 года Лоран Блеттери был рукоположён в священника в миссионерской организации «Парижское общество заграничных миссий», после чего его отправили на миссию в Китай.
2 сентября 1890 года Римский папа Пий IX назначил Лорана Блеттери титулярным епископом Зелы и викарием апостольского викариата Восточного Сычуаня.
17 августа 1891 года Лоран Блеттери отказался от своей должности и не стал принимать рукоположение в епископа.
Скончался 25 сентября 1898 года в Чунцине.